# Lasse Arnesen
Pour l’article homonyme, voir Arnesen.
Lasse Arnesen, né le 18 janvier 1965 à Oslo est un skieur alpin norvégien.
Il compte une participation aux Jeux olympiques, lors de l'édition de 1992 à Albertville où il termine huitième de la descente et dixième du combiné.

## Coupe du monde
- Meilleur classement final en Coupe du monde : 22e en 1992.
- Meilleur résultat: 4e.